# Millotauropus latiramosus
Millotauropus latiramosus är en mångfotingart som beskrevs av Jules Rémy 1950. Millotauropus latiramosus ingår i släktet Millotauropus, och familjen Millotauropodidae. Inga underarter finns listade i Catalogue of Life.